# Вистенрот
Вистенрот (њем. Wüstenrot) општина је у њемачкој савезној држави Баден-Виртемберг. Једно је од 46 општинских средишта округа Хајлброн. Према процјени из 2010. у општини је живјело 6.720 становника. Посједује регионалну шифру (AGS) 8125107.

## Географски и демографски подаци
Вистенрот се налази у савезној држави Баден-Виртемберг у округу Хајлброн. Општина се налази на надморској висини од 489 метара. Површина општине износи 30,0 km². У самом мјесту је, према процјени из 2010. године, живјело 6.720 становника. Просјечна густина становништва износи 224 становника/km².

## Међународна сарадња
| Мјесто | Држава   | Врста сарадње | Од    |
| ------ | -------- | ------------- | ----- |
| Шојмар | Мађарска | партнерство   | 1989. |
| Извор  |          |               |       |